# Рупшу
Рупшу — долина в южном Ладакхе, Лех-Манальское Шоссе проходит через неё. Высоты колеблются от 4500 до 5000 метров. В долине живут только кочевники Чангпа.